# سامردین (ویرجینیا)
سامردین (به انگلیسی: Summerdean) یک منطقهٔ مسکونی در ایالات متحده آمریکا است که در شهرستان آگاستا، ویرجینیا واقع شده‌است. سامردین ۵۳۶٫۱۵ متر بالاتر از سطح دریا قرار دارد.